# Manafwa
Manafwa  este un oraș  în  Uganda. Este reședinta  districtului Manafwa.